# Broken Hearts of Hollywood
Broken Hearts of Hollywood è un film muto del 1926 diretto da Lloyd Bacon.
Il film è uscito negli Stati Uniti il 14 agosto 1926.

## Produzione
Il film fu girato a Hollywood, negli studios della Warner Brothers di Burbank, al 4000 del Warner Boulevard, prodotto dalla Warner Bros. Pictures.

## Distribuzione
Il copyright del film, richiesto dalla Warner Bros. Pictures, Inc., fu registrato il 14 agosto 1926 con il numero LP23032. Lo stesso giorno, il film - distribuito dalla Warner - uscì anche nelle sale cinematografiche degli Stati Uniti. Nel 1927, la pellicola fu distribuita anche in Spagna (22 dicembre, con il titolo Las huérfanas de Hollywood) e in Austria, come Glanz und Elend in Hollywood. In Portogallo, il film uscì il 25 settembre 1928 come Dois Orfãos de Hollywood.
Copie del film sono ancora esistenti.